# Türkheim
Türkheim là một đô thị ở huyện Unterallgäu bang Bayern, Đức.